# Monastero di Putna
Il monastero di Putna (in rumeno Mănăstirea Putna) è un monastero ortodosso, uno dei più importanti, centri culturali, religiosi ed artistici, fondati nel medioevo nella Moldavia.
Sorge nel comune di Putna, Distretto di Suceava, nella regione storica della Bucovina in Romania.
Così come molti altri, fu costruito e dedicato al principe Stefano il Grande. Il monastero di Putna fu realizzato sulle terre lambite dal fiume Putna (che ha la sua sorgente nelle montagne della Bucovina). Stefano il Grande è famoso per la costruzione di decine di chiese e monasteri in tutta la Moldavia (presumibilmente, costruì un edificio religioso dopo ogni importante vittoria militare). Il Monastero di Putna ospita le tombe di Stefano, oggi luogo di pellegrinaggio, e di molti dei suoi familiari. Le icone e le lapidi sono ritenuti come esempi di arte moldava del tempo di Stefano il Grande.

## Storia
Subito dopo che Stefano il Grande riportò la vittoria nella battaglia che gli consentì la conquista della cittadella di Kilia, cominciò l'edificazione del monastero, come mezzo per rendere grazie a Dio, il 10 luglio 1466. La chiesa doveva essere dedicata a Maria, madre di Gesù. Il terreno su cui è costruito il monastero si crede fosse stato precedentemente occupato da una fortezza. Una cronaca del tempo afferma che Stefano acquistò il villaggio di Vicovu de Sus per la somma di 200 złoty, e assegnò il terreno e le relative rendite al tesoro del monastero.
I monastero venne completato in tre anni, ma venne consacrato soltanto quattro anni dopo il suo completamento, a causa degli impegni militari del principe. Il 3 settembre 1470, nel corso di una cerimonia alla presenza di Stefano e della sua famiglia, il monastero venne consacrato, e divenne poi il più importante sito religioso dell'area. 

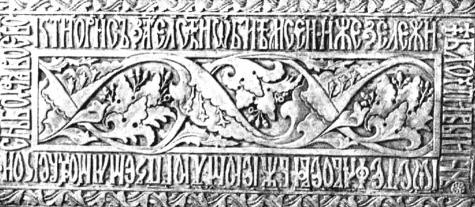
La tomba di Stefano il Grande a Putna, nella quale è sepolto assieme alla terza moglie Maria Voichita

L'attuale chiesa venne ricostruita fra il 1653 ed il 1662 da Vasile Lupu e dai suoi successori. Anche se l'edificio fu costruito secondo la struttura di una tipica chiesa moldava del XV e del XVI secolo, ha molti elementi architettonici e decorativi che sono caratteristici dell'architettura del XVII secolo.
Per molto tempo, si credette che il sito fosse stato progettato da un architetto greco di nome Theodor - l'interpretazione delle antiche cronache di Kilia cronache su cui questa credenza era basata, si dimostrarono errate.
Nel XV secolo, Euphima, una monaca serba, figlia di Vojihna, assieme a sua figlia Euprasijka ricamò una tovaglia per l'altare del monastero di  Putna, trapuntata in oro.
Nel 1966, in base alla raccomandazione d'UNESCO, la celebrazione dei 500 anni dalla fondazione del Monastero Putna è stata celebrata in tutto il mondo. Il Monastero Putna è un esempio di fede, di storia e di cultura, Mihai Eminescu, il poeta nazionale rumeno, dicendo che è la Gerusalemme del popolo romeno.

## Galleria d'immagini

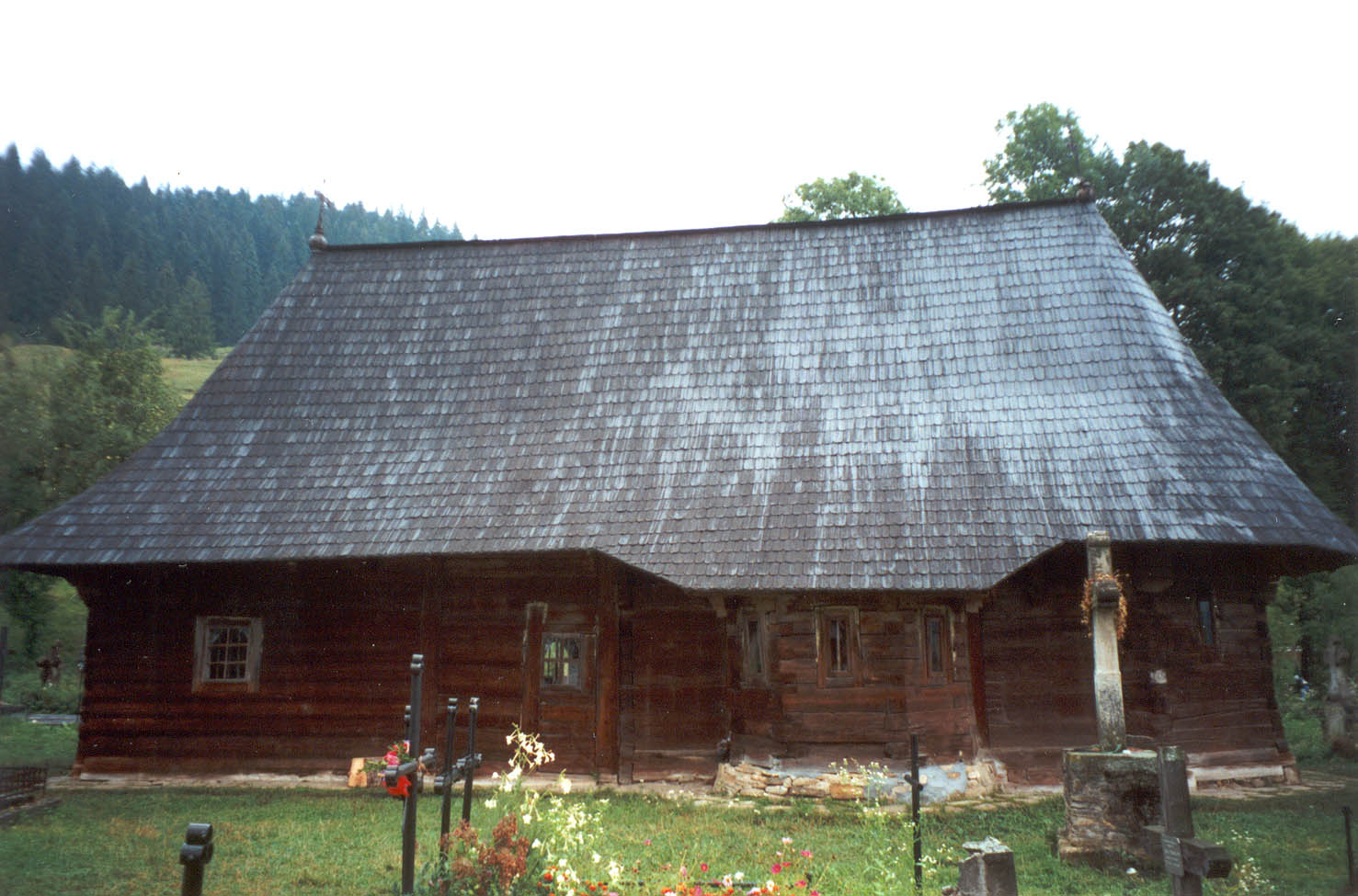
Putna, Chiesa antica
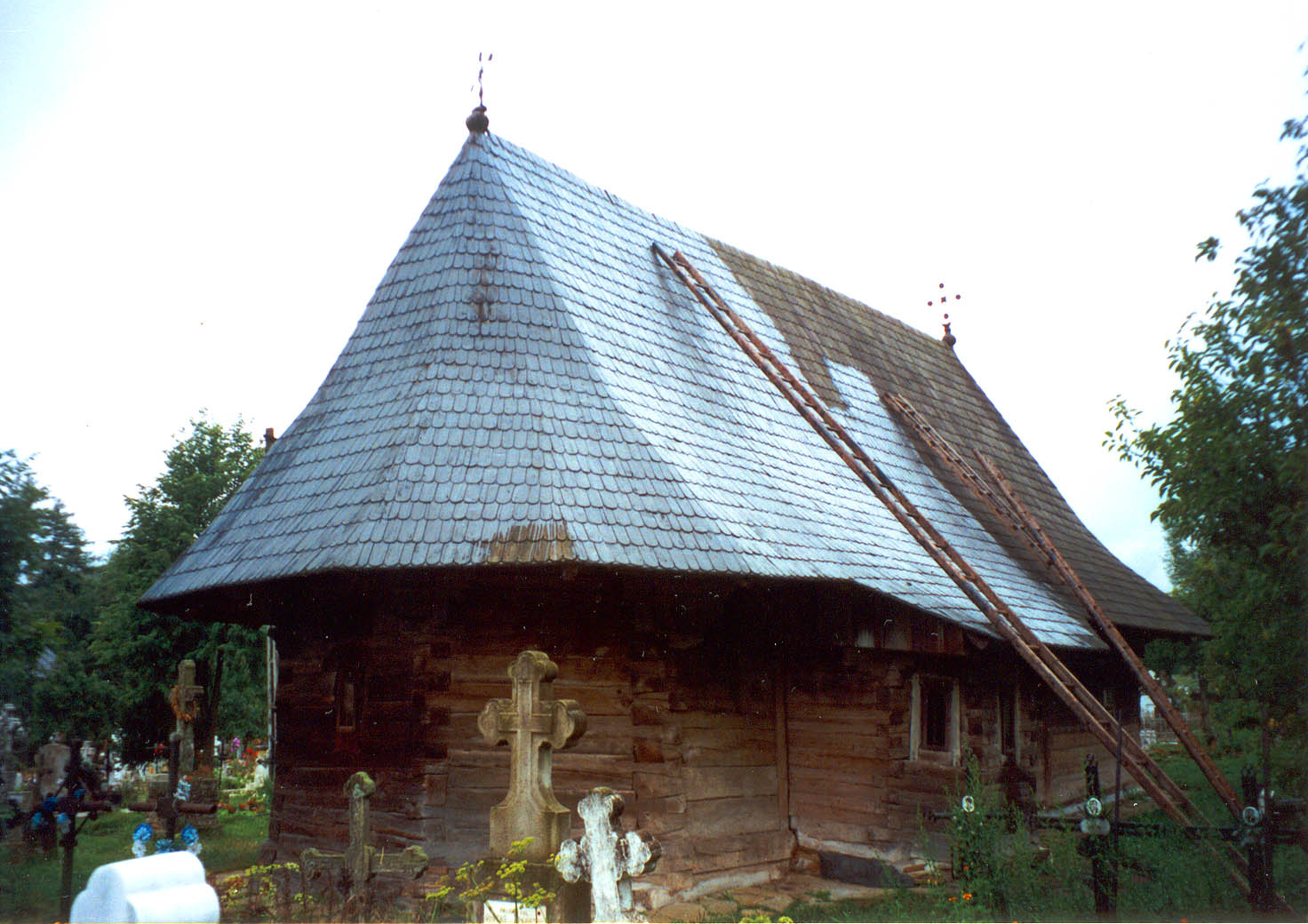
Putna, Chiesa antica
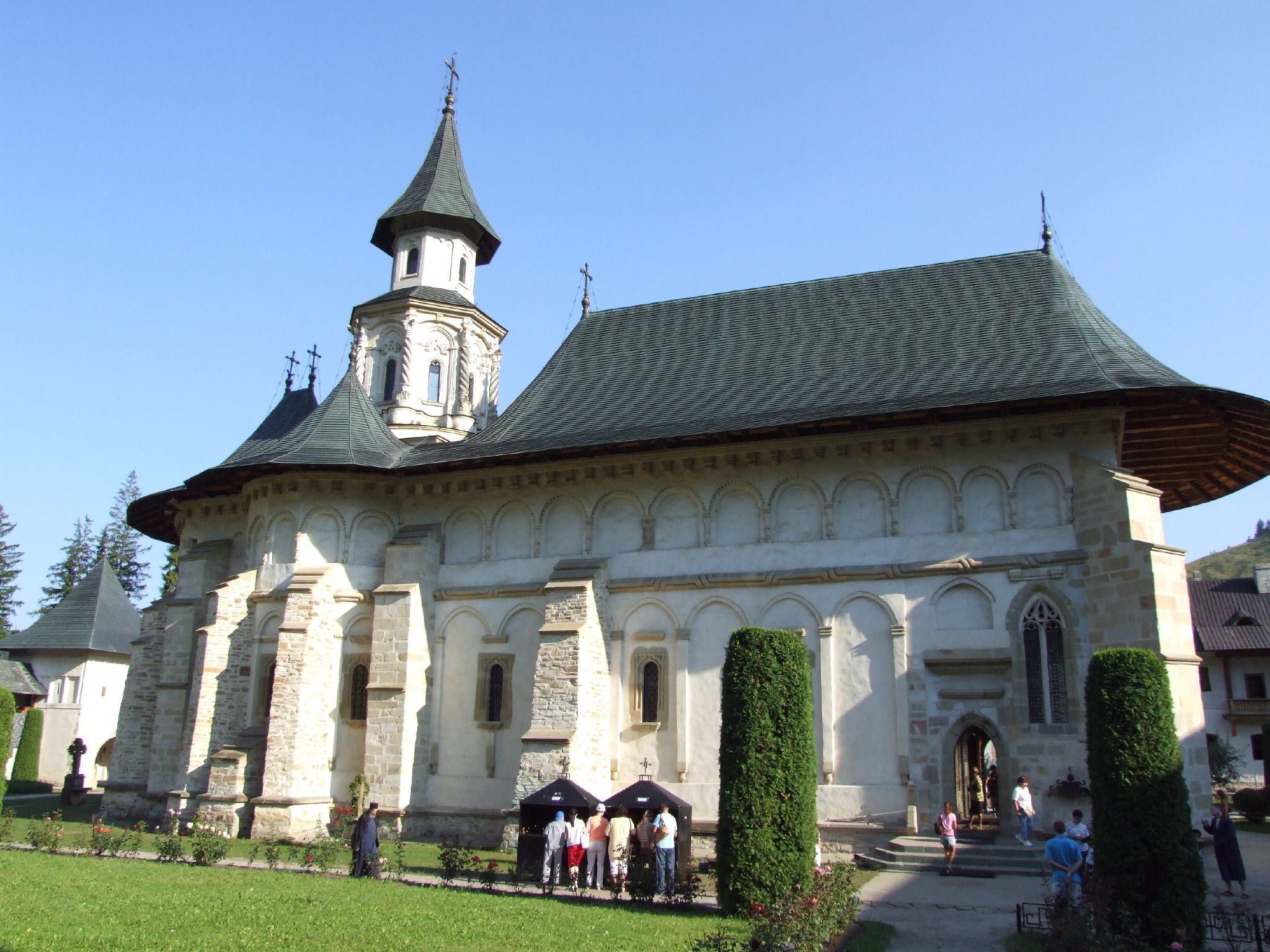
Monastero di Putna
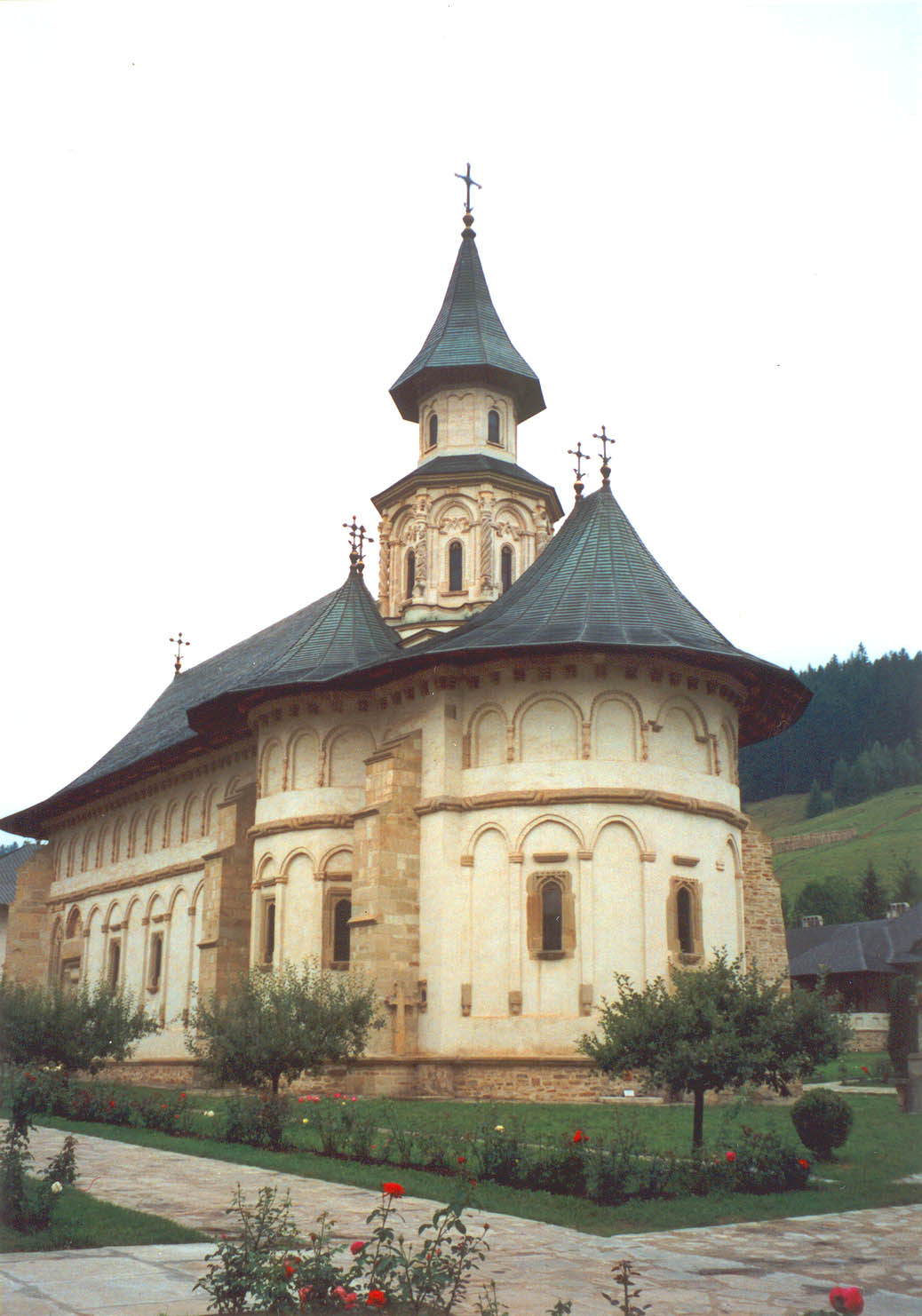
Monastero di Putna
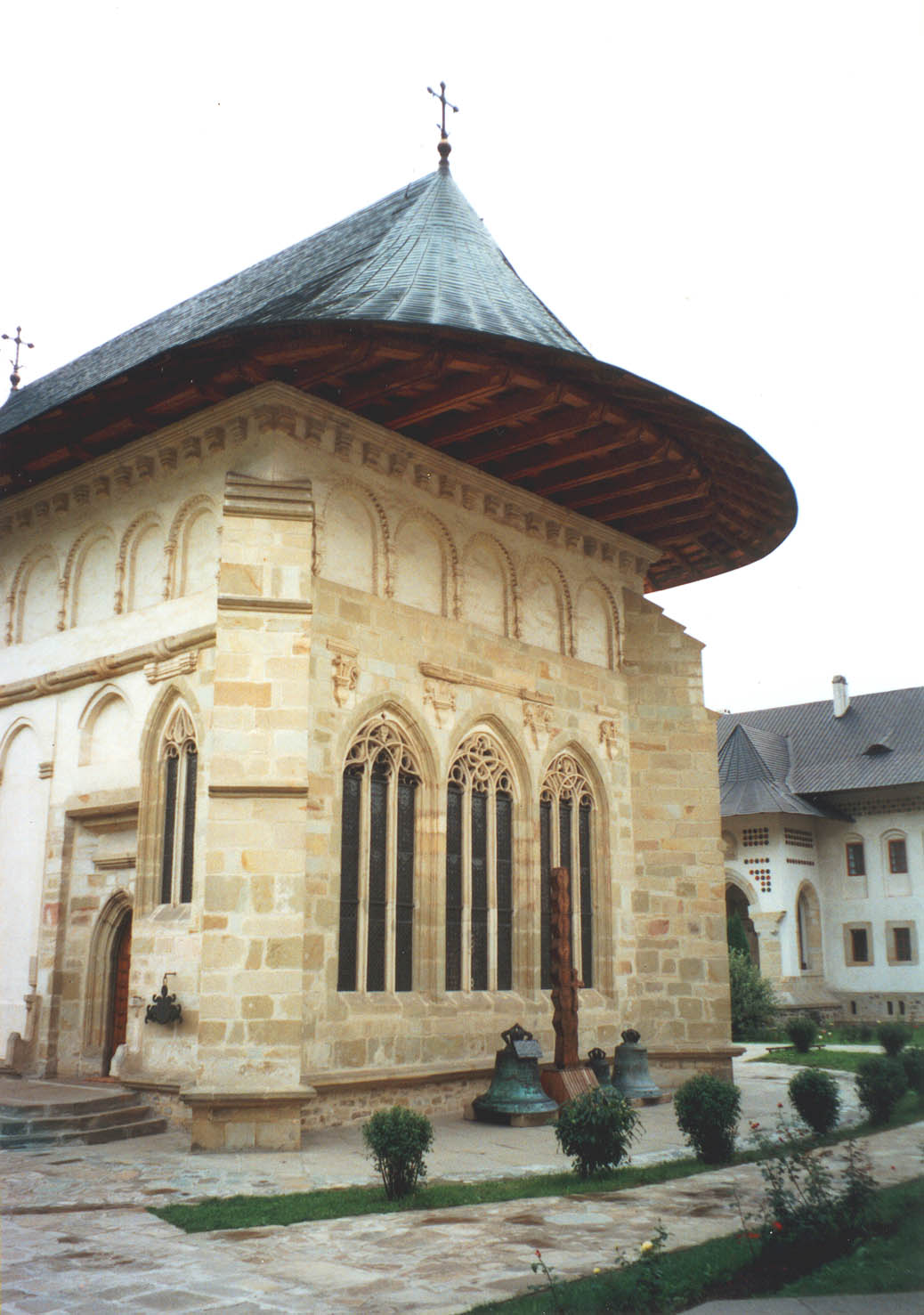
Monastero di Putna
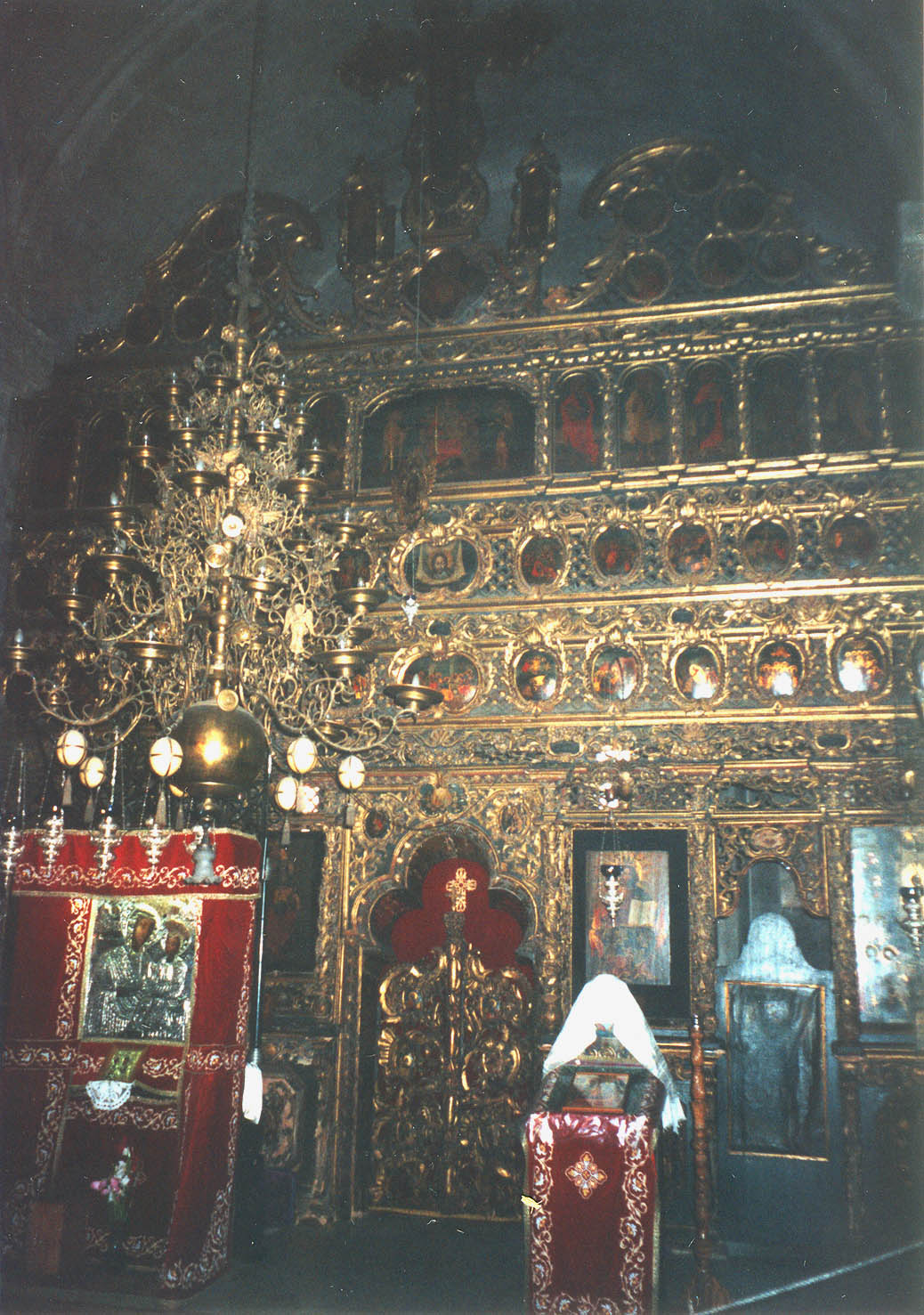
Monastero di Putna
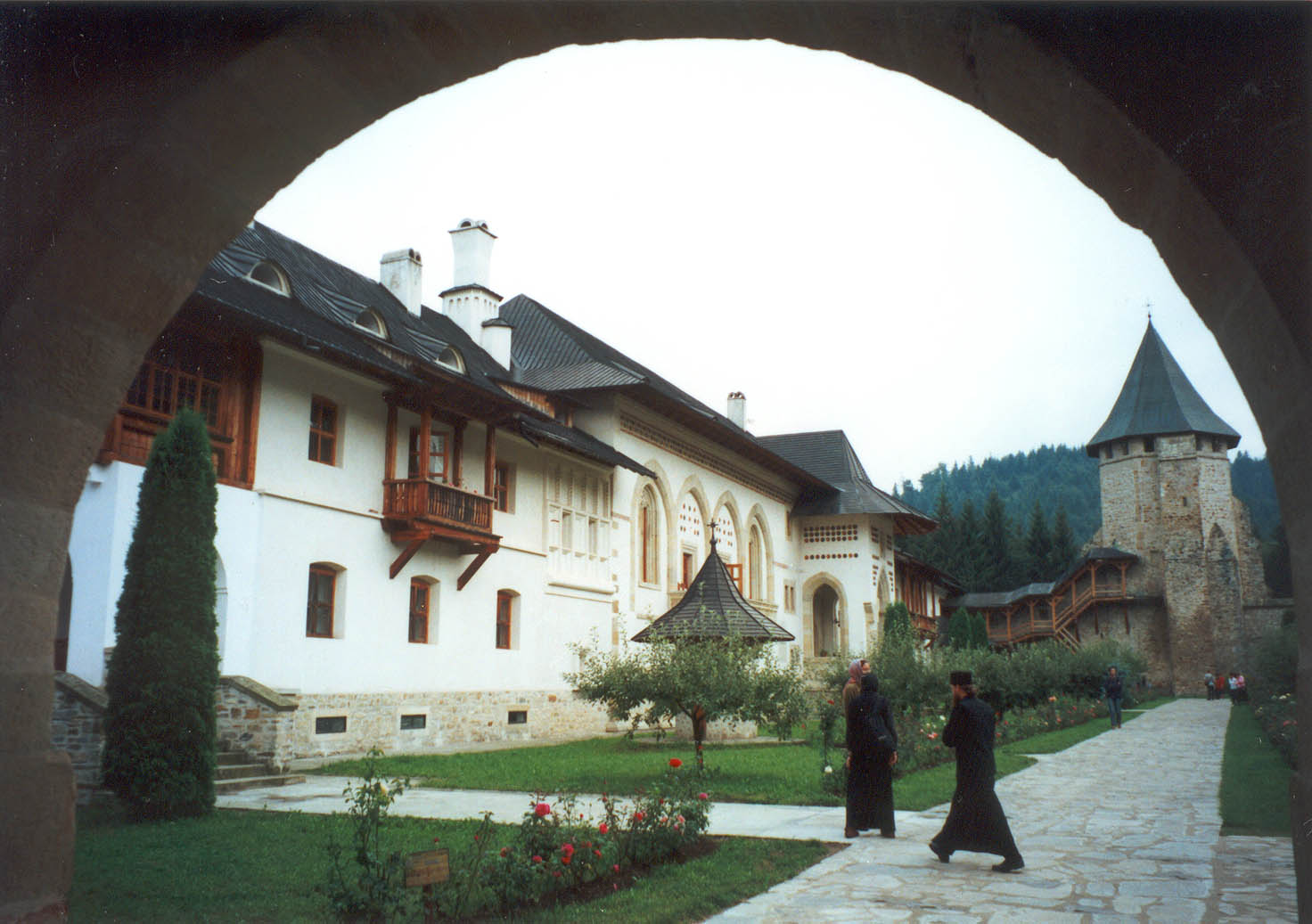
Monastero di Putna